# Penisa regulata
Penisa regulata là một loài bướm đêm trong họ Noctuidae.